# Episodi de Il nido di Robin (quarta stagione)
La quarta stagione della serie televisiva Il nido di Robin (Robin's Nest) è andata in onda nel Regno Unito dal 22 febbraio al 5 aprile 1979 sulla ITV. L'episodio speciale Christmas at Robin's Nest è stato trasmesso il 27 dicembre 1979.
In Italia, questa stagione è andata in onda su Rai 2 - in maniera discontinua e non in ordine cronologico - tra il 1980 e il 1981, mescolando alcuni episodi a episodi della terza stagione.
| nº | Titolo originale                   | Titolo italiano             | Prima TV GB      | Prima TV Italia   |
| -- | ---------------------------------- | --------------------------- | ---------------- | ----------------- |
| 1  | Should Auld Acquaintance           | Un amico di troppo          | 22 febbraio 1979 | 9 luglio 1980     |
| 2  | Person Friday Required             | Bella presenza cercasi      | 1º marzo 1979    | 10 settembre 1980 |
| 3  | Lost Weekend                       | Weekend in Portogallo       | 8 marzo 1979     | 19 ottobre 1980   |
| 4  | Too Many Waiters Spoil the Bistro  | Finiti i camerieri rifiniti | 15 marzo 1979    | 24 luglio 1981    |
| 5  | September Song                     |                             | 22 marzo 1979    |                   |
| 6  | Sorry Partner                      | Il torneo di volano         | 29 marzo 1979    | 31 luglio 1981    |
| 7  | Albert's Ball                      | L'anniversario di Albert    | 5 aprile 1979    | 3 luglio 1981     |
| 8  | Special: Christmas at Robin's Nest |                             | 27 dicembre 1979 |                   |